# Calzatura

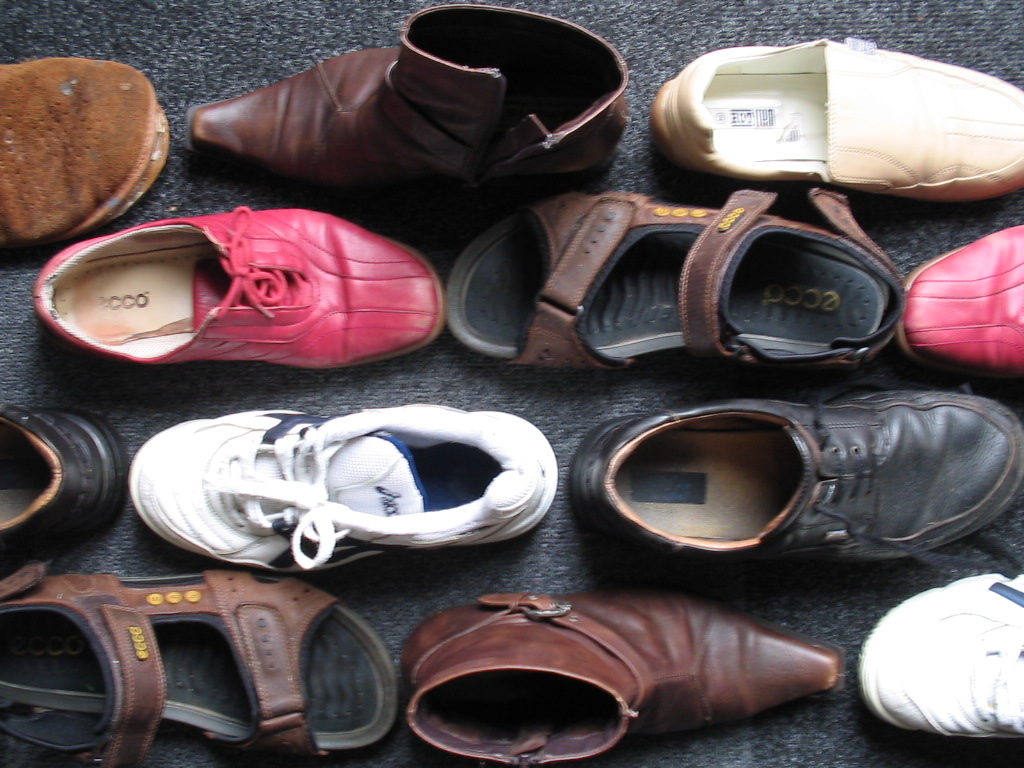
Calzature

La calzatura è un capo d'abbigliamento costruito per proteggere il piede. Ha tipologie differenti legate all'uso, alle tradizioni locali, al clima e alla moda. La parte indispensabile è la suola mantenuta in posizione da lacci o dalla tomaia.

## Storia
Prime e rudimentali calzature furono realizzate in età preistorica con pelli di animale o legno. Nelle regioni temperate erano molto semplici costruite come sandali, mentre nelle regioni fredde si usavano scarpe chiuse e rivestite, come quelle rinvenute su Otzi la mummia del Similaun. La produzione di calzature in cuoio era un processo complicato per l'epoca, per cui questi oggetti erano considerati articoli di lusso.
Nell'antichità, per Greci, Romani e Egiziani, come si vede dai dipinti ed affreschi, le scarpe più diffuse erano i sandali. Presso gli Egiziani, i Fenici e gli Ebrei i sandali e le pantofole erano costruiti in foglie di palma o di papiro; invece gli Assiri prediligevano sandali leggeri, allacciati con stringhe al piede. I Greci possedevano una buona varietà di calzature, dai sandali di legno o di cuoio a scarpe rinforzate con chiodi e stivaletti alti fin oltre le caviglie; le calzature per le donne erano ricche di ornamenti, invece quelle degli attori si caratterizzavano da alte suole, per consentire loro di elevare la statura. In particolare il coturno era un calzare alto (simbolo della tragedia greca, poi giunto a Roma) e il soccus un sandalo a suola bassa (simbolo della commedia, anch'esso giunto poi a Roma). Presso i Romani le calzature, che inizialmente erano state ispirate dagli Etruschi e quindi consistevano di una suola allacciata al piede, si distinsero a seconda del ceto e quindi apparvero il calceus, scarpa chiusa vietata agli schiavi, il soccus, ossia il tipo di scarpa più diffuso e la caliga, stivale indossato dai militari. In Oriente hanno prevalso, nel corso dei secoli, le calzature leggere, dagli zoccoli alle pantofole e alle babbucce. Se le invasioni barbariche diffusero l'uso di calzature più rozze, in epoca bizantina riapparvero scarpe più comode ed elaborate, distinte dal colore, rosso e giallo per i ceti più alti e nere per il popolo. Nel Medioevo la popolazione comune portava zoccoli, scarpe di pelle o semplici pezze di tessuto che venivano avvolte intorno al piede.
Dal XII secolo fino alla metà del Quattrocento si imposero in tutta l'Europa, tranne che in Italia, le calzature à la poulaine, contraddistinte dalla punta lunghissima. Nello stesso periodo si diffusero anche calzature con la punta larga, dette a becco d'anitra. Nel XVI secolo i costumi cambiarono e le calzature a piede d'orso, basse e dalla punta larghissima si rivelarono le preferite dalle popolazioni europee. Nel XVII secolo le scarpe in Europa vennero disegnate con tacchi alti, sia per gli uomini che per le donne. Gli stivaletti erano allacciati con ganci e bottoni.
Con l'inizio dell'industrializzazione nel XIX secolo le calzature furono prodotte in serie in fabbrica e oggi sono alla portata della maggior parte della popolazione mondiale. La moda predominante e durevole fino alla prima guerra mondiale fu per le donne scarpe di raso o di seta e per gli uomini scarpe di vernice. Nel XX secolo si impose per l'uomo una calzatura pratica ed elegante e per le donne una calzatura diversa a seconda delle necessità.

## Materiali

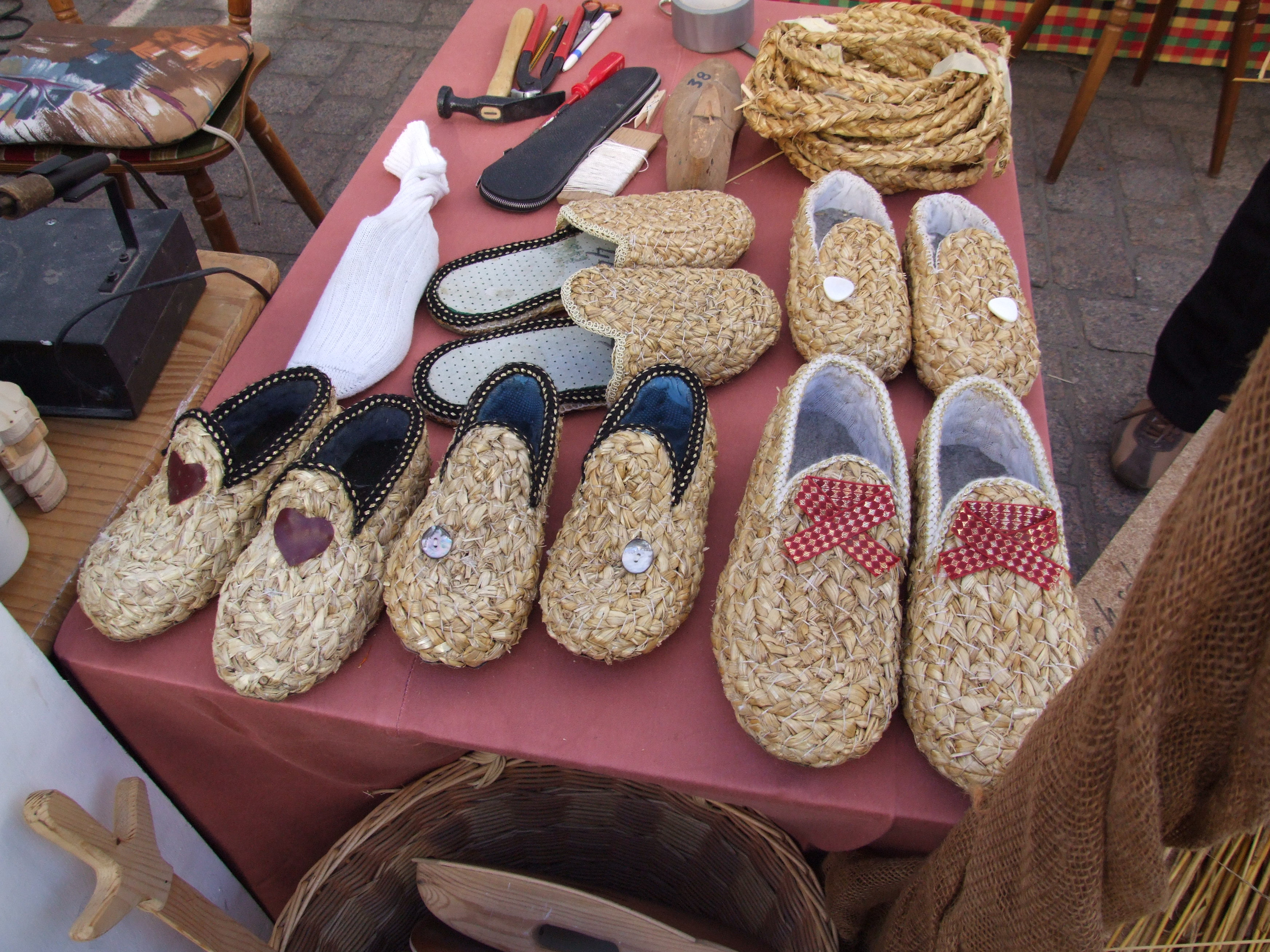
Calzature in paglia

Le calzature sono realizzate con una grande varietà di materiali, dal cuoio alle pelli, da tutti i tessuti ad ogni tipo di fibra intrecciata, passando per il legno. In tempi relativamente recenti sono la gomma e le materie plastiche ad essere usate per le suole e le tecnofibre per le tomaie.
Anche i metodi di allacciatura risentono dei tempi, da lacci e fibbie si è arrivati a cerniere lampo, bottoni automatici, velcro e clip.

## Tipi di lavorazione
Le calzature possono essere realizzate secondo diverse tecniche di lavorazione, alcune tipicamente artigianali altre industriali. Le differenze tra una lavorazione e l'altra consistono non tanto nella tomaia quanto nella suola (nel metodo per unire quest'ultima alla tomaia e al sottopiede). Fra le varie tecniche ci sono:
- Lavorazione tirolese
- Lavorazione norvegese
- Lavorazione Goodyear
- Lavorazione bolognese
- Lavorazione tubolare
- Lavorazione ideal
- Lavorazione San Crispino
- Lavorazione Blake
- Lavorazione ad ago

## Tipi di calzature
- Pianella (calzatura): calzatura storica indossata nei paesi europei dal XIV secolo al XVII secolo
- Stivali: sono calzature alte, che coprono in parte o totalmente il polpaccio.
  - Winklepicker
- Scarpe: sono basse, non coprono oltre la caviglia e sono chiuse, rivestono completamente il piede. Ve ne sono infinite varietà definite dall'utilizzo e dalla moda.
  - Scarpa da ginnastica
  - Pantofole
  - Scarpa classica
  - Scarpe con tacco (décolleté)
  - Scarpette chiodate
- Sandali: sono aperti, legati alla caviglia.
- Ciabatte: completamente aperte, non legate in nessun modo.
  - Infradito
  - Zōri
- Zoccoli: calzature interamente o in parte di legno.
  - Okobo
  - Geta (scarpa)
- Scarponi: calzature pesanti, per lavoro o sport.
  - Scarpette da arrampicata
  - Scarpone da sci
  - Scarpa da trekking
  - Scarpone doposci
- Calzatura antinfortunistica: di sicurezza; scarpe o scarponi con la punta internamente rinforzata in metallo per evitare lo schiacciamento delle dita.
- Calzature ortopediche, per il trattamento di patologie scheletriche

## Obblighi
Le calzature o certi tipi di calzature potrebbero essere obbligatorie in determinati contesti, come ad esempio nei cantieri o nelle fabbriche od officine, rivestendo il ruolo di dispositivo di protezione individuale (DPI), con caratteristiche differente a seconda dell'ambito in cui debbono essere utilizzate.
Fino al 1993 vigeva un limite analogo anche alla guida di veicoli stradali, dove era obbligatorio utilizzare una calzatura adatta alla guida, obbligo abrogato, ma in caso di guida con calzature non ritenute adatte si possono avere dei contenziosi con l'assicurazione in caso d'incidente.